# جزایر کومسومولسکایا پراودا
جزایر کومسومولسکایا پراودا (روسی: Острова Комсомольской Правды) گروهی از جزیره‌ها در شمال استان یاقوتستان کشور روسیه است.